# Veli Breg
Veli Breg är ett berg i Kroatien. Det ligger i länet Istrien, i den västra delen av landet, 170 km väster om huvudstaden Zagreb. Toppen på Veli Breg är 450 meter över havet.